# Asociación Atlética Moratalaz
La Asociación Atlética Moratalaz es un club de atletismo de Madrid, España, fundado en 1975. Es el club más laureado del atletismo masculino español, siendo especialmente exitoso el período en que compitió bajo el patrocinio de las marcas Larios (1986-1998) y Airtel (1998-2001), época en la que conquistó consecutivamente catorce Campeonatos de España de Clubes, once Copas del Rey y seis Campeonatos de Europa de Clubes, entre otros títulos. 

## Historia

### Nacimiento y primeros años
El club tiene sus orígenes a mediados de los años 1960, cuando un grupo de alumnos del madrileño Colegio Raimundo Lulio y un profesor de Educación Física del centro, Rafael Pajarón —que posteriormente, en los años 1970, sería director técnico de la Federación Española— crearon un equipo de atletismo. Aunque el colegio estaba ubicado en el barrio de Vallecas los entrenamientos los realizaban en unas pistas en el vecino distrito de Moratalaz. 
En 1974 el colegio se desvinculó del equipo atlético, y Pajarón y otros cuatro socios aprovecharon la infraestructura ya existente para fundar la Asociación Atlética Moratalaz. La constitución oficial del club tuvo lugar en octubre de 1975, siendo Francisco Encina su primer presidente. Durante sus primeros trece años de historia fue un club modesto, centrado principalmente en el deporte formativo, siendo sus mayores éxitos dos campeonatos nacionales de cross juvenil, en 1980 y 1984.

### Larios A.A.M.
La historia del club cambió en 1986, con la entrada del patrocinio privado. Un año antes, en noviembre de 1985, la ginebra Larios, a través de la agencia Unipublic, había llegado a un acuerdo para patrocinar individualmente a los 16 mejores atletas españoles del momento —de distintos clubes— bajo la marca Athletic Team Larios. Sin embargo, el verano de 1986 la Federación Internacional de Atletismo (IAAF) cambió la normativa sobre espónsores, prohibiendo a los atletas lucir publicidad en las camisetas, salvo la de los proveedores de material deportivo y la del patrocinador de su club. Para que la marca de ginebra pudiese conservar el patrocinio sobre sus atletas, Unipublic llegó a un acuerdo con la Asociación Atlética Moratalaz a través de Rafael Pajarón —quien además de entrenador del club era también adjunto al director técnico de atletismo de la agencia— para hacerse con la gestión del club, que tomó el nombre de su nuevo patrocinador, Larios. Paralelamente, la mayor parte de los atletas apadrinados por el llamado Athletic Team Larios dejaron sus clubes para fichar por el equipo de Moratalaz. Con esta operación llegaron a la entidad varios de los mejores atletas españoles del momento, como José Luis González, Javier Moracho, Carlos Sala, José Alonso, Javier Arqués, Alberto Ruiz Benito, Raúl Gimeno, Gustavo Adolfo Becker, Francisco Fuentes, David Martínez y Arturo Ortiz. A ellos se sumaron las contrataciones de otros destacados atletas -no vinculados hasta entonces con Larios ni Unipublic- entre los que destacaba el medallista olímpico José Manuel Abascal.
Gracias a incorporaciones el Larios A.A.M., hasta entonces un club sin grandes figuras, dio un importante salto cualitativo y se situó entre los equipos más potentes del continente. Durante más de una década su hegemonía a nivel nacional, en categoría masculina, fue absoluta: en los doce años que duró el patrocinio de Larios conquistó sendos títulos de Liga, además de nueve títulos de Copa del Rey. A nivel internacional, en 1990 se convirtió en el primer equipo español en ganar la Copa de Europa de Clubes, título que sumó en otras cinco ocasiones (1991, 1992, 1994, 1995 y 1996), una gesta inédita hasta entonces. Y en los seis años restantes fue subcampeón continental en tres ocasiones. A estos éxitos se sumaron los conseguidos en las categorías inferiores, como doce campeonatos de España de clubes júnior, nueve en categoría masculina —cifra récord, en ese momento— y tres en categoría femenina. En reconocimiento a todos estos éxitos en 1995 la entidad recibió la Copa Stadium.

### Airtel A.A.M.
Al finalizar la temporada 1997-98 Larios anunció la retirada de su patrocinio para reorientar sus políticas de marketing, y Unipublic llegó a un acuerdo con Airtel para que se convirtiese en nuevo patrocinador del club. Aunque la aportación económica de la compañía de telefonía móvil fue menor que la de su predecesor, esta nueva etapa de tres años continuó siendo exitosa para el club, que conquistó dos Ligas Nacionales de Clubes —estableciendo el récord todavía vigente de 14 títulos consecutivos— y otras dos Copas del Rey. Entre los atletas del club durante esta época destacaron los plusmarquistas españoles de 5000 metros, Alberto García, de lanzamiento de peso, Manolo Martínez, de salto de altura, Arturo Ortiz y de pértiga, Montxu Miranda.

### Fin de la época dorada
En 2001, tras la compra de Airtel por parte de Vodafone, la marca retiró su apoyo al club para patrocinar a la Federación Española. Al no encontrar Unipublic un nuevo espónsor para financiar el proyecto, el club recuperó su nombre original de Asociación Atlética Moratalaz, y los atletas de élite abandonaron el equipo. Pese a todo, hasta la temporada 2005/06 el club logró mantenerse en la División de Honor, máxima categoría de la Liga Nacional de Clubes.
En los últimos años los principales éxitos del club, a nivel nacional, han llegado gracias a su equipo de veteranos, campeón de España de clubes, al aire libre, en 2010, 2011 y 2012.

## Denominaciones
El nombre del club ha sufrido varios cambios a lo largo de su historia, debido al patrocinio de marcas comerciales:
| Período  | Nombre                        |
| -------- | ----------------------------- |
| 1975-87  | Asociación Atlética Moratalaz |
| 1987-98  | Larios A.A.M.                 |
| 1998-01  | Airtel A.A.M.                 |
| 2001-03  | Asociación Atlética Moratalaz |
| 2003-05  | Club LV by lavuelta A.A.M.    |
| 2005-... | Asociación Atlética Moratalaz |

## Uniforme
Al igual que la denominación, los colores de la equipación han variado históricamente en función del patrocinador. Originalmente la Asociación Atlética Moratalaz vestía de blanco y verde. A partir de 1986 vistió íntegramente de amarillo, recuperando el color del equipo original del Colegio Raimundo Lulio y que, a su vez, era el corporativo de su patrocinador, Larios. En 1998 se cambió el amarillo por el rojo, al ser este el color identificativo de su patrocinador, Airtel. Desde 2001 viste camiseta blanca, azul y roja.

## Palmarés

### Absoluto masculino
- Campeonato de Europa de Clubes A
  - Campeón (6) : 1990, 1991, 1992, 1994, 1995 y 1996
  - Subcampeón (3): 1989, 1993 y 1997
- Campeonato de Europa de Clubes B
  - Campeón (1) : 1988
- Campeonato de España de Clubes - División de Honor
  - Campeón (14) : 1987, 1988, 1989, 1990, 1991, 1992, 1993, 1994, 1995, 1996, 1997, 1998, 1999 y 2000
  - Subcampeón (1): 2001
- Copa del Rey 
  - Campeón (11): 1988, 1989, 1990, 1993, 1994, 1995, 1996, 1997, 1998, 2000 y 2001
  - Subcampeón (1): 1991
- Campeonato de España de relevos 4 x 100
  - Campeón (12): 1987, 1988, 1989, 1990, 1991, 1992, 1993, 1994, 1997, 1998, 1999 y 2000
  - Subcampeón (2): 1995 y 1996
- Campeonato de España de relevos 4 x 400
  - Campeón (11): 1988, 1989, 1990, 1991, 1992, 1993, 1994, 1997, 1999, 2000 y 2001
  - Subcampeón (2): 1996 y 1998
- Campeonato de España de campo a través
  - Subcampeón (1): 1992

### Absoluto femenino
- Campeonato de España de Clubes - División de Honor
  - Subcampeón (2): 1995 y 1997
- Campeonato de España de Clubes absoluto - Primera División
  - Campeón (1): 1993
- Copa de la Reina
  - Subcampeón (4): 1993, 1994, 1995 y 1997
- Campeonato de España de relevos 4 x 100
  - Subcampeón (2): 1996 y 1997